# Clara Eggink

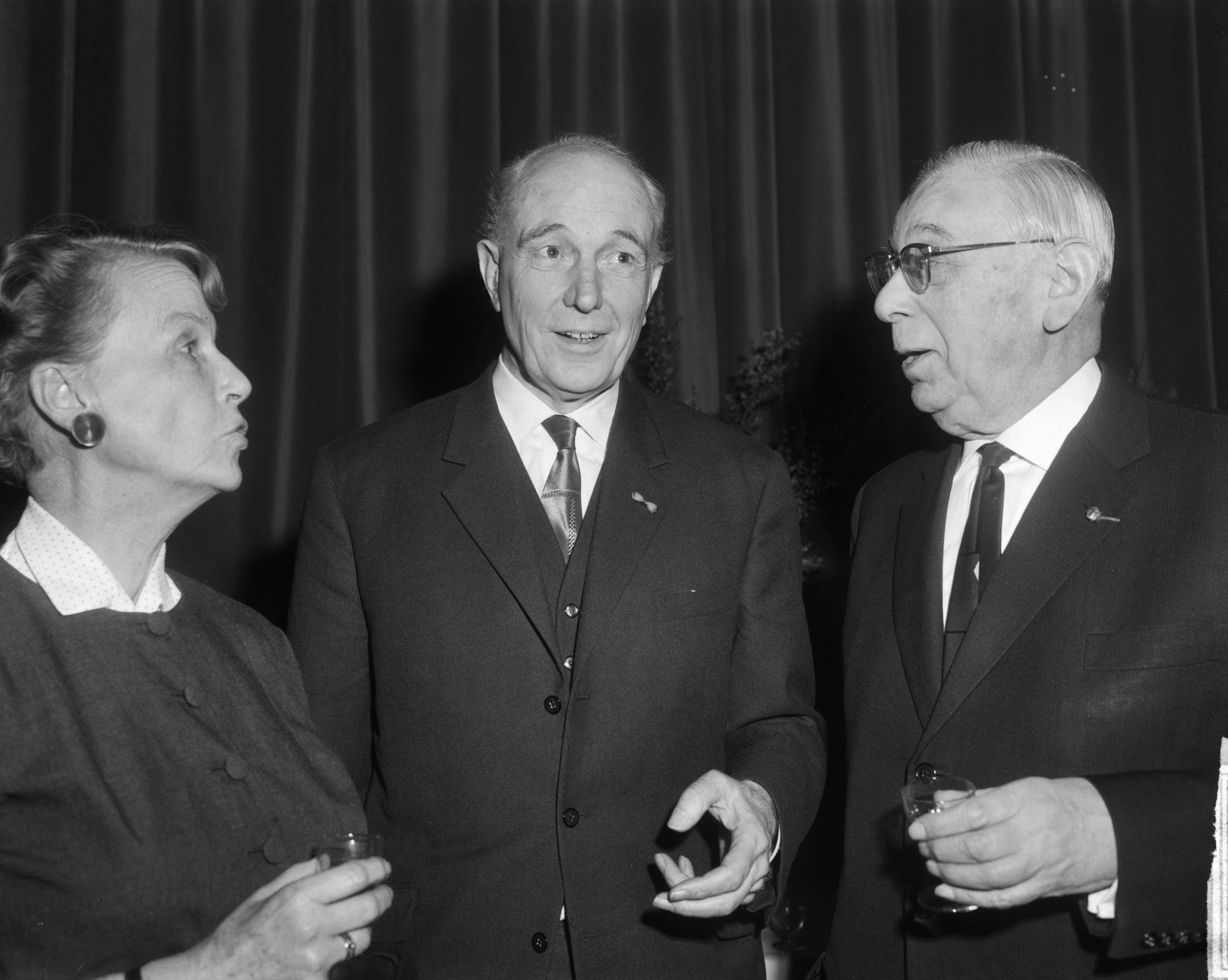
Clara Eggink mit Nico Donkersloot und Victor E. van Vriesland

Clara Hendrika Catharina Clémentine Hélène Eggink (* 18. April 1906 in Utrecht; † 3. März 1991 in Scheveningen) war eine niederländische Dichterin, Schriftstellerin und Übersetzerin.

## Leben
Clara Eggink wurde als älteste Tochter des Geschäftsmanns Hendrik Jan Eggink und Clara W.M.C. de Laat geboren, sie hatte zwei weitere Geschwister. Ihr Vater verlor 1907 sein Vermögen und ging nach Amerika. Er ließ seine schwangere Frau und die Tochter zurück. Ihre Mutter zog nach Rotterdam, heiratete den Seefahrer Evert Jan Ebbeler und hatte mit ihm den Sohn Stef. Clara Eggink besuchte eine Grundschule für Mädchen und ein humanistisches Mädchengymnasium, die Gesellschaft nur mit anderen Mädchen und Frauen sagte ihr nicht besonders zu, sie war lieber auch in männlicher Gesellschaft und als sie 1925 den fast 20 Jahre älteren Dichter J.C. Bloem kennenlernte, der die Fächer Englisch und Französisch unterrichtete, verlobte sie sich noch am 15. Dezember 1925 mit ihm. Später sagte sie über diesen ungewöhnlichen Schritt, er wäre der erste Mann gewesen, der sie nicht gelangweilt hätte. Sie heiratete ihn am 4. November 1926 in Rotterdam. Mit ihm hatte sie den Sohn Jakobus Willem Cornelis genannt Wim. Doch auch nach dem Umzug 1928 nach Sint Nicolaasga in Friesland blieb die Ehe nicht glücklich, obwohl sie nun aus dem Einflussbereich ihrer Schwiegereltern kam. Die Ehe wurde am 12. Dezember 1932 geschieden, es folgten viele Versöhnungen und Umzüge. Am 16. September 1936 heiratete sie den Literaten und Journalisten Jan Remco Theodoor Campert. Die Ehe blieb kinderlos und wurde am 16. Januar 1939 geschieden. Ihre dritte Ehe ging sie am 6. November 1945 in Amsterdam mit Hans J.G. Ivens ein. Diese Ehe wurde 1949 geschieden. Auch diese Ehe blieb kinderlos.
Durch Bloem lernte Eggink führende Literaten wie Roland Holst, Menno ter Braak, Edgar du Perron, Hendrik Marsman, Martin Engelman und Victor E. van Vriesland kennen. Eggink veröffentlichte nach 1930 regelmäßig Gedichte in mehreren Zeitschriften wie De Gids und dem Nieuwe Rotterdamsche Courant. 1934 erschien die Sammlung Shadow and Water, 1938 die Sammlung Peninsula. Ab 1934 schrieb Eggink Rezensionen für die Monatszeitschrift Critisch Bulletin und ab 1937 für De Gulden Winckel, wo sie von Bloem die Rubrik „Chronik der Poesie“ übernommen hatte. Obwohl es sich insbesondere für eine Frau um prestigeträchtige Positionen handelte, blieb ihre Rolle unter den damaligen Literaten bescheiden.
Nach ihrer Hochzeit mit Jan Campert im Jahr 1936 zog das Paar bei Bloem und ihrem Sohn Wim ein. Ihre zweite Ehe dauerte nur kurz und 1940, nach der Scheidung von Campert, veröffentlichte sie die Sammlung Landinnauw. In dem Jahr gewann sie für Schiereiland den „Lucie B. en C.W. van der Hoogtprijs“. Eggink arbeitete während des Zweiten Weltkriegs für den Stols-Verlag. Sie zog zum Illustratorin Fiep Westendorp nach Den Haag. Danach nach Amsterdam, um als Leiterin der Schreibstube Centraal Beheer zu arbeiten. Eine erneute Hochzeit im Winter 1944/45 mit Bloem scheiterte an unüberbrückbaren Konflikten.
Den Geschäftsmann Hans Ivens, Bruder des Filmemachers Joris Ivens heiratete Eggink 1945. Die Ehe hielt nur bis 1949. Ihre größten Erfolge hatte Eggink in den 1950er Jahren. Mehrfach war sie Jurymitglied des P.C. Hooft-Preises und von 1945 bis 1955 Vorstandsmitglied der Association for Literature. Im Jahr 1954 erschien ihre Sammlung De Edge van de Horizon und sie schrieb die Biografie von Alexandrine Tinne, zudem mehr als fünfzig Übersetzungen, darunter Werke von Hemingway, Maupassant, den Brönte-Schwestern, Somerset Maugham, Dostojewski und Murdoch. Auch schrieb sie zwanzig Jahre lang Rezensionen für das Leidsch Dagblad.
Zunächst suchte Eggink 1957 nur einen Liegeplatz für ihr Boot in Kalenbeek, doch sie fand dort auch ein Haus und bat den kranken, inzwischen siebzigjährigen Bloem, bei ihr zu wohnen. Bloem verstarb 1966 in ihrem Haus. Eggink widmete sich nach seinem Tod wieder der Literatur. Sie gehörte 1974 der Jury des Preises für niederländische Literatur an und war 1977 Vorsitzende des Haager Kunstkreises. 1987 veröffentlichte sie das Buch Leven met J.C. Für das Buch bekam sie viel Anerkennung. Eine Weltreise auf einem KNSM-Frachter, bei dem sie das einzige weibliche Besatzungsmitglied war, trat sie 1980 an, auch schrieb sie ihr letztes Buch, die autobiografische Novelle Kind. 1981 zog sie in das Rosa-Spier-Haus nach Laren. In dem anthroposophischen Pflegeheim des Ehepaars Eijsenga in Scheveningen verbrachte sie ihr letztes Lebensjahr und starb am 3. März 1991. Sie wurde in Paasloo neben ihrem ersten Ehemann J.C. Bloem bestattet.

## Werk
Die Beziehung zu J.C. Bloem dominierte das Leben von Clara Egginks und im Rückblick bedauerte sie, wie sie ihn ihrem Buch Leven met J.C. schrieb, nicht mit ihm zusammen gelebt zu haben. Ihr Œuvre umfasste neben ihrer Tätigkeit als Dichterin auch Prosa, Essays, hunderte Literaturkritiken und Übersetzungen. Laut der Literaturhistorikerin Erica van Boven zeichnet sich das Werk von Egginks durch Einfachheit, Kürze und Klarheit aus. Sie war als eigensinnige Frau mit einem „männlichen“ Ton bekannt. Sie wurde lange Zeit als das „Claartje“ des großen Bloem bezeichnet, auch wurde über ihr Werk gesagt, es wäre die weibliche Form des Werkes von Bloem, doch das wird ihrem Werk nicht gerecht, wie van Boven festhielt.